# Datar Penokot
Datar Penokot is een bestuurslaag in het regentschap Bengkulu Tengah van de provincie Bengkulu, Indonesië. Datar Penokot telt 272 inwoners (volkstelling 2010).